# Marky Ramone & Tequila Baby
Marky Ramone & Tequila Baby é o segundo álbum ao vivo e o primeiro DVD da banda gaúcha de punk rock Tequila Baby, em parceria com Marky Ramone, baterista dos Ramones. Foi gravado no dia 11 de maio de 2006 no Opinião, em Porto Alegre, e lançado pelo selo Antídoto/Orbeat Music.
Produzido pela RBS TV, o show é dividido em duas partes, com o repertório de clássicos da Tequila Baby e clássicos dos Ramones. Contou com a participação do cantor Sebastian Expulsado, vocalista da banda argentina Los Expulsados, cantando a música "Poison Heart".

## Faixas
| CD/DVD |                                           |         |  |
| N.º    | Título                                    | Duração |  |
| 1.     | "Balada Sangrenta (O Teu Amor Me Corrói)" |         |  |
| 2.     | "51"                                      |         |  |
| 3.     | "Sangue, Ouro e Pólvora"                  |         |  |
| 4.     | "Chovendo Corações pela Cidade"           |         |  |
| 5.     | "Tira o Sutiã, Tira a Calcinha"           |         |  |
| 6.     | "Sexo H.C."                               |         |  |
| 7.     | "Melhor do Que Você Pensa"                |         |  |
| 8.     | "Sexo, Algemas e Cinta Liga"              |         |  |
| 9.     | "Velhas Fotos"                            |         |  |
| 10.    | "Rockaway Beach / Teenage Lobotomy"       |         |  |
| 11.    | "I Don't Care"                            |         |  |
| 12.    | "Sheena is a Punk Rocker"                 |         |  |
| 13.    | "Pet Sematary"                            |         |  |
| 14.    | "The KKK Took My Baby Away"               |         |  |
| 15.    | "I Dont Want You"                         |         |  |
| 16.    | "Beat on The Brat"                        |         |  |
| 17.    | "Poison Heart"                            |         |  |
| 18.    | "Seja Com o Sol, Seja Com a Lua"          |         |  |
| 19.    | "I Believe in Miracles"                   |         |  |
| 20.    | "Blitzkrieg Bop"                          |         |  |

| DVD (faixas bônus) |                                       |         |  |
| N.º                | Título                                | Duração |  |
| 7.                 | "Sexo, Pássaros e Rock N' Roll"       |         |  |
| 8.                 | "Planos Perfeitos"                    |         |  |
| 9.                 | "2 x 2"                               |         |  |
| 21.                | "I Wanna Be Sedated"                  |         |  |
| 23.                | "I Just Want To Have Something To Do" |         |  |

## Formação

### Tequila Baby
- Duda Calvin: vocal (exceto faixa 18)
- James Andrew: guitarra
- Otto Branco: baixo
- Rafael Heck: bateria (faixas 1-9)

### Participação especial
- Marky Ramone: bateria (faixas 10-21)
- Sebastian Expulsado: vocal (faixa 18)

## Prêmios e indicações

### Prêmio Açorianos
| Ano  | Categoria  | Indicação                                      | Resultado |
| ---- | ---------- | ---------------------------------------------- | --------- |
| 2006 | Melhor DVD | Marky Ramone & Tequila Baby (com Marky Ramone) | Indicado  |